# Ahorn (Autriche)
Pour les articles homonymes, voir Ahorn.
Ahorn est une commune autrichienne du district de Rohrbach en Haute-Autriche.